# Ronald L. Schwary
Ronald Louis Schwary (* 23. Mai 1944 in The Dalles, Oregon; † 2. Juli 2020 in West Hollywood, Kalifornien) war ein US-amerikanischer Filmproduzent.

## Leben
Schwary studierte nach seinem Highschool-Abschluss im Jahr 1962 an der University of Southern California. Er begann seine Tätigkeit im Filmgeschäft als Regieassistent für verschiedene Film- und Fernsehproduktionen in den frühen 1970er Jahren. John Wayne, ebenfalls ein Absolvent der University of Southern California, hatte ihn dabei finanziell unterstützt, in dem er ihm das Geld für ein Trainee-Programm der Directors Guild of America gab. Als Schwary Ende der 1960er Jahre im ersten Anlauf scheiterte, verhalf ihm Wayne zu einigen Statistenrollen. Schwary gelang es dann, das Trainee-Programm erfolgreich zu absolvieren und gewann 1973 für seine Regiearbeit seinen ersten DGA Award. 1981 wurde er erneut mit dem Preis ausgezeichnet. Ab 1976 war Schwary auch als Associate Producer tätig. 1980 produzierte er mit Eine ganz normale Familie seinen ersten eigenständigen Film und erhielt hierfür im darauffolgenden Jahr den Oscar in der Kategorie Bester Film. 
Es folgten mehrere Kinofilme sowie in den Jahren 1987 bis 1988 eine Beteiligung an der Fernsehserie NAM – Dienst in Vietnam als geschäftsführender Produzent. Mit einer Folge der Serie gab er 1988 sein Debüt als eigenständiger Regisseur.
1985 wurde er zusammen mit Norman Jewison und Patrick J. Palmer für den Film Sergeant Waters – Eine Soldatengeschichte für den Oscar nominiert. 
In den Jahren 2005 bis 2011 war Schwary als geschäftsführender Produzent an der Fernsehserie Medium – Nichts bleibt verborgen beteiligt. Zudem inszenierte er mehrere Folgen dieser Serie. 
Schwary war von 1971 bis 1994 mit Susan Carol Schwary (1948–2009), einer ebenfalls im Filmgeschäft tätigen Haar-Stylistin, verheiratet. Gemeinsam haben sie zwei Kinder.

## Filmografie (Auswahl)
- 1980: Eine ganz normale Familie (Ordinary People)
- 1982: Tootsie
- 1984: Sergeant Waters – Eine Soldatengeschichte (A Soldier’s Story)
- 1987: Das Wunder in der 8. Straße (*batteries not included)
- 1987–1988: NAM – Dienst in Vietnam (Tour of Duty, Fernsehserie, als geschäftsführender Produzent)
- 1992: Der Duft der Frauen (Scent of a Woman, als geschäftsführender Produzent)
- 1994: Cops & Robbersons – Das haut den stärksten Bullen um (Cops and Robbersons)
- 1995: Sabrina
- 1998: Rendezvous mit Joe Black (Meet Joe Black, als geschäftsführender Produzent)
- 2005–2011: Medium – Nichts bleibt verborgen (Medium, Fernsehserie, als geschäftsführender Produzent)